# Sant Iscle de Bàscara
Sant Iscle de Bàscara és una església del municipi de Bàscara (Alt Empordà) inclosa en l'Inventari del Patrimoni Arquitectònic de Catalunya.

## Descripció
Situada dins del nucli antic de la població de Bàscara, a l'extrem nord del terme corresponent amb la zona més alta de la vila, damunt del riu Fluvià.
Església d'una sola nau rectangular amb absis poligonal i capelles laterals. La nau està coberta amb volta de creueria mentre que l'absis presenta una volta poligonal i les capelles volta de canó amb llunetes. Corresponen a la transformació de l'edifici duta a terme en època barroca. Alhora, tot el temple es troba sobrealçat per un mur. La façana principal està orientada al nord i presenta un gran campanar de planta quadrada, bastit damunt les restes de dues pilastres que formaven part de l'antic campanar de cadireta original. El portal d'accés actual és rectangular i està emmarcat amb pedra, tot i que força restituït. Damunt seu hi ha dos rosetons disposats en vertical, dels quals el superior té decoració calada central i l'inferior vitralls acolorits. La façana està rematada amb un coronament esglaonat. Del mur sud destaca la porta romànica original d'accés al temple, actualment convertida en finestral. És d'arc de mig punt adovellada, amb els brancals bastits amb carreus ben tallats i amb una motllura que recorre la intersecció entre el timpà i la llinda, aquesta última decorada amb motius figuratius, potser de gaire gremial. Damunt de la clau del timpà hi ha un relleu amb creu grega inscrita dins d'un cercle. L'interior del temple està enguixat i decorat amb motllures pintades. El cor està situat als peus de la nau.
La construcció romànica és bastida amb carreus de pedra ben escairats, disposats en filades. Se'n conserven trams al parament del frontis, en alguna part dels murs laterals i a la capçalera de la nau, sobre l'absis actual, on hi ha fragments de la cornisa romànica.

## Història
És esmentada l'any 1020, quan hi tingué lloc la deposició de testimonis d'un judici, davant el bisbe Pere Roger, el comte Bernat Tallaferro, el seu fill Guillem, jutges i prohoms. L'any 1138 s'esmenta com a parròquia, sota l'advocació i patronatge de Sant Aciscle.
L'any 1140 es menciona l'església en la definició d'un alou i en el testament del bisbe Pere de Castellnou l'any 1278. El temple figura també en els llistats d'esglésies del 1279 i el 1280, i entre les parròquies, en els nomenclàtors del segle xiv.
El cor de l'església se cita per primera vegada l'any 1527, tot i que fou reconstruït el 1701. L'any 1636 es beneeix una nova campana. Durant el segle xvii es produeixen diversos enterraments a l'interior del temple, atribuïts a gent benestant, i actualment amagats sota una capa de paviment modern. Es tenen documents que daten la construcció de la sagristia (1758), així com l'obertura de capelles laterals en els murs de la nau i la substitució de l'antic absis romànic per un de nou.
Durant molts anys, la porta romànica de la façana lateral va estar amagada pels nínxols del cementiri que hi havia adossat al temple, desmuntat entre els anys 1982 i 1983.
A l'altar major hi havia un retaule barroc de fusta policromada, bastit l'any 1696 i obra dels escultors de Girona Vicenç Falcó, Mateu Solivera i Jaume Timó, que va ser desmuntat i cremat durant la Guerra Civil (1936), quan l'església es va convertir en centre d'intendència i magatzem de provisions militars. L'actual retaule és obra del senyor Josep Ministral i Agustí i porta el nom de Crist del Fluvià. Fou instal·lat i beneït al mes de març del 2009.